# Szczyt w Kwaterze Głównej NATO 2001
Szczyt w Kwaterze Głównej NATO w 2001 – specjalny (17.) szczyt NATO z udziałem szefów państw i rządów 19 członków Sojuszu, zorganizowany w Kwaterze Głównej NATO w Brukseli w Belgii w dniu 13 czerwca 2001.
Szczyt zwołany został w celu omówienia bieżących spraw i rozpoczęcia przygotowań pod Szczyt Sojuszu w Pradze. Po raz pierwszy uczestniczyła w nim nowa amerykańska administracja prezydenta George’a W. Busha.

## Postanowienia szczytu
Tematem dyskusji nowej administracji USA i pozostałych członków Sojuszu była kwestia nowej koncepcji odstraszania NATO, wzmocnienie obronnej roli Europy, w tym rozwój ESDI oraz zarządzanie trwającymi kryzysami (zaangażowanie Sojuszu w Bośni i Hercegowinie – SFOR i w Kosowie – KFOR). NATO podjęło również decyzję o udzieleniu pomocy rządowi Macedonii w rozwiązaniu konfliktu z albańskimi partyzantami w celu zakończenia toczonych z nimi walk.
W kwestii rozszerzenia, szefowie państw i rządów dokonali pomyślnej oceny funkcjonowania Planu Działań na rzecz Członkostwa (MAP) oraz wyrazili nadzieję i oczekiwanie na rozpoczęcie kolejnego etapu rozszerzenia (kraje Europy Środkowej) na najbliższym Szczycie NATO w Pradze w 2002.